# Ligung (plaats)
Ligung is een bestuurslaag in het regentschap Majalengka van de provincie West-Java, Indonesië. Ligung telt 3899 inwoners (volkstelling 2010).